# Кувин, Иван Иванович
Иван Иванович Кувин (17 августа 1910, село Ямской Посад, Симбирская губерния — 27 сентября 1943, Солонянский район, Днепропетровская область) — красноармеец Рабоче-крестьянской Красной Армии, участник Великой Отечественной войны, Герой Советского Союза (1944).

## Биография
Иван Кувин родился 17 августа 1910 года в селе Ямской Посад Алатырского уезда Симбирской губернии. Окончил школу, после чего работал в колхозе. В декабре 1941 года Кувин был призван Алатырским районным военным комиссариатом на службу в Рабоче-крестьянскую Красную Армию. С января 1943 года — на фронтах Великой Отечественной войны. К сентябрю 1943 года гвардии красноармеец Иван Кувин был сапёром 28-го гвардейского сапёрного батальона 25-й гвардейской стрелковой дивизии 6-й армии Юго-Западного фронта. Отличился во время битвы за Днепр.
В ночь с 25 на 26 сентября 1943 года Кувин, находясь в составе сапёрной группы во главе с младшим лейтенантом Ильёй Твердохлебовым, переправился через Днепр в районе села Войсковое Солонянского района Днепропетровской области Украинской ССР и принял активное участие в боях за захват и удержание плацдарма на его западном берегу. Помимо участия в боях, Кувин занимался также переправой через реку советских частей и минированием подступах к позициям на плацдарме. 27 сентября 1943 года он погиб в бою. Похоронен в братской могиле в селе Васильевка-на-Днепре Синельниковского района.
Указом Президиума Верховного Совета СССР от 19 марта 1944 года за «образцовое выполнение боевых заданий командования на фронте борьбы с немецкими захватчиками и проявленные при этом отвагу и геройство» гвардии красноармеец Иван Кувин посмертно был удостоен высокого звания Героя Советского Союза. Также был награждён орденами Ленина и Отечественной войны 1-й степени.
В честь Кувина названа улица в Алатыре.